# Arteră tibială posterioară
Artera tibială posterioară a membrului inferior transportă sângele către compartimentul posterior al piciorului și suprafața plantară a piciorului, din artera poplitee prin trunchiul tibial-fibular. Este însoțită de o venă profundă, vena tibială posterioară, de-a lungul cursului său.

## Ramuri
Artera tibială posterioară dă naștere arterei plantare mediale, arterei plantare laterale și arterei fibulare. Adesea, ramura arterei fibulare se spune că se ridică din bifurcația trunchiului tibial-fibular și a arterei tibiale posterioare.
În plus, o ramură calcanică se desprinde spre aspectul medial al calcaneului.

## Palparea pulsului arterei tibiale posterioare
Pulsul arterei tibiale posterioare poate fi ușor palpat la jumătatea distanței dintre marginea posterioară a maleolei mediale și tendonul lui Ahile și este adesea examinat de medici atunci când evaluează un pacient pentru boala vasculară periferică. Este foarte rar absent la persoanele tinere și sănătoase; într-un studiu realizat pe 547 de persoane sănătoase, o singură persoană nu avea o arteră tibială posterioară palpabilă.  Este ușor de palpat peste punctul Pimenta.

## Imagini suplimentare

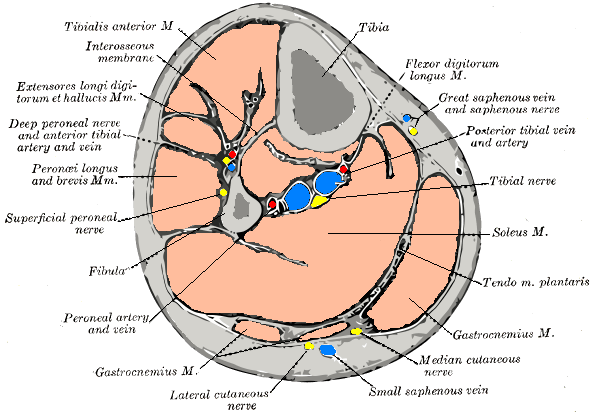
Secțiune transversală prin mijlocul piciorului.
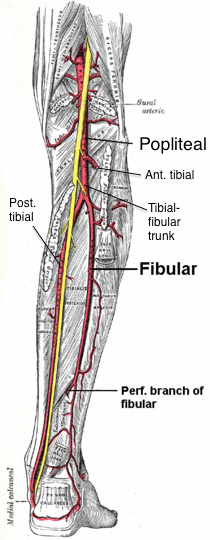
Arterele majore ale piciorului (vedere posterioară).
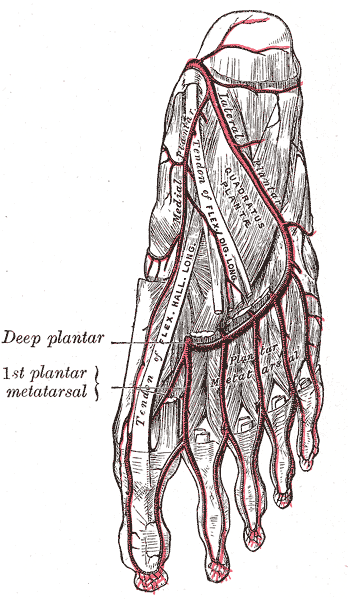
Arterele plantare. Vedere profundă.